# Anitta Müller-Cohen

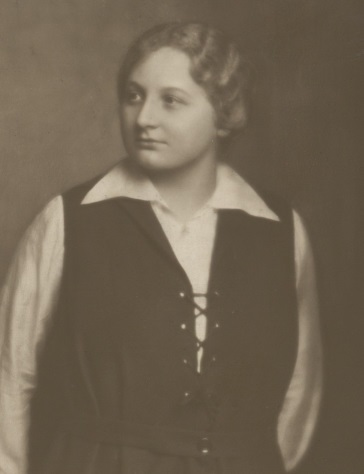
Anitta Müller-Cohen

Anitta Müller-Cohen (geb. 6. Juni 1890 in Wien, Österreich-Ungarn; gest. 29. Juni 1962 in Tel Aviv) war Sozialarbeiterin, Politikerin und Journalistin. In Österreich wurde sie für ihr Engagement im Aufbau philanthropischer Organisationen während des Ersten Weltkriegs bekannt.

## Leben und Wirken
Anitta Müller-Cohen wuchs als Anitta Rosenzweig in einer wohlhabenden, assimilierten jüdischen Familie in Wien auf. Sie interessierte sich schon in ihrer Jugend für Soziale Arbeit und die Frauenbewegung. 1909 heiratete sie den Kaufmann Arnold Müller (geb. 1881). Das Paar hatte eine Tochter.
Während des Ersten Weltkriegs gründete sie die Soziale Hilfsgemeinschaft Anitta Müller. Sie war maßgeblich am Ausbau der Sozialfürsorge in Wien beteiligt. So organisierte sie die Wöchnerinnen-, Kinder-, Mittelstands- und Gefährdetenhilfe, gründete später in der Bukowina und in Galizien das jüdische Hilfswerk und in Wien die Zentralstelle zur Versorgung jüdischer Kinder im Auslande, die unterernährte Kinder in Europa versorgte, Adoptionen russischer Pogromopfer vermittelte und Erholungsreisen für 12.000 Kinder.
Zu dieser Zeit war sie Vorstandsmitglied im Allgemeinen Österreichischen Frauenverein (AÖFV) und gehörte als eine der wenigen jüdischen Philanthropinnen zum radikalen Flügel der bürgerlichen Frauenbewegung um Auguste Fickert. Mit dem Schicksal ostjüdischer Flüchtlinge konfrontiert, begann sie sich auch in der zionistischen Bewegung zu engagieren und war bald ein führendes Mitglied der Jüdischnationalen Partei. 1919 wurde sie als Kandidatin der freiheitlich-bürgerlichen Wählerliste in den Wiener Gemeinderat gewählt und schuf in dieser Funktion 1926 ein Jüdisches Zentrum mit Rechtsberatung und Jugendclubs.
Neben ihrer sozialen und politischen Arbeit arbeitete sie als Journalistin für jüdische und nichtjüdische Tageszeitungen, wie Neues Wiener Journal, Wiener Morgenzeitung und Jüdische Rundschau. Ihre Erfahrungen in Politik und Sozialarbeit setzte sie journalistisch um. Sie schrieb zahlreiche Artikel zu Themenbereichen, die bisher Männern vorbehalten waren, und propagierte ein neues Frauenbild.
1921 ließ sie sich von Arnold Müller scheiden und heiratete kurz darauf den Kaufmann und Zionisten Samuel Cohen (1892–1969). Als berufstätige Frau zog sie neben ihrer eigenen Tochter die drei Kinder aus Cohens erster Ehe auf.
Sie war Organisatorin und AÖFV-Delegierte des ersten Weltkongresses Jüdischer Frauen 1923 in Wien. 1929 wurde sie zu einer der Vize-Präsidentinnen der in Hamburg neu gegründeten World Federation of Jewish Women gewählt.
1935 emigrierte sie mit ihrer Familie nach Palästina. Während des Zweiten Weltkriegs und danach konzentrierte sie ihre Aktivitäten auf neue Immigranten, insbesondere Flüchtlinge aus Österreich. Sie wirkte unter anderem als Vorsitzende der Hitachdut Olej Austria (HOA, Verein der Österreichischen Einwanderer) und als Vorsitzende der religiös-zionistischen Misrachi-Frauenbewegung. 1950 verließ sie die Misrachi-Bewegung und trat der Cherut-Partei bei, wo sie sich für Sozialpolitik engagierte.

## Ehrungen
Nach ihr ist ein 1965 eröffnetes Elternheim für österreichische Juden in Tel Aviv (Ramat Chen) benannt. Im Jahr 2018 wurde in Wien-Leopoldstadt (2. Bezirk) bei Walcherstraße und Lassallestraße nahe dem Praterstern der Müller-Cohen-Platz nach ihr benannt. 2019 wurde diese Benennung auf Anitta-Müller-Cohen-Platz geändert.